# ピーター・スミット
ピーター・スミット（Peter Smit、1961年12月24日 - 2005年8月16日）は、オランダ・ドルトレヒト出身の元空手選手、キックボクサー。

## ファイトスタイル
気性の激しさやファイトスタイルから「喧嘩嵐」「ハリケーン」の異名を持つ。極真空手をベースにした変則的スタイルで、破天荒な組手と無尽蔵のスタミナで前に出続けるラッシングファイトを持ち味とする。抜群の当て勘の良さを持ち、正拳突きのような軌道の伸びるストレートとボディに突き刺すような後ろ廻し蹴り、接近戦ではパンチ、肘打ちの連打で攻め立てる極真空手を体現するようなファイトスタイルをキックボクシングでも展開していた。

## 来歴
16歳で極真空手オランダ支部に入門。中量級で無敵を誇り、1986年11月、極真会館主催 第18回全日本空手道選手権大会に出場、4回戦で七戸康博に延長の末、敗れるも実力を高く評価され新人賞を受賞。

1987年11月、第4回オープントーナメント全世界空手道選手権大会に出場。5回戦において黒澤浩樹と対戦し壮絶な死闘を展開。延長2回を終えても副審の旗は1本も上がらず、体重判定はスミットが軽かったが試割り判定の枚数は黒澤が多く決着つかず、審議の結果、3度目の延長に突入。黒澤は威力ある下段廻し蹴りで攻め入り、スミットは多彩な攻撃で返す激しい攻防の末、判定は黒澤に上がる。しかし黒澤は左足と右股関節のダメージで歩行不能となり病院へ直行、準々決勝を棄権した。判定に納得のいかないスミットは会場である日本武道館の窓ガラスを叩き割ったと言われているが、後にスミットは「暴れたのは俺じゃなくてセコンドだ。俺に似ていたかもしれないが俺じゃない」と弁明した。この試合の判定に失望したスミットは極真空手を去ることになる。
1989年1月29日、キックボクサーとして日本のリングに初登場し、アンドレ・マナートと対戦。試合巧者のマナートに苦戦するが、5Rにダウンを奪い判定勝ち。
1990年6月30日、WKAヨーロッパ王者として全日本キックボクシング連盟「INSPIRING WARS "HEAT630"」で行われたWKA世界ジュニアライトヘビー級タイトルマッチに挑み、チャンピオンロブ・カーマンを10Rに右ストレートでKO勝ちし王座獲得。
1990年8月31日、チャンプア・ゲッソンリットにバンコクのルンピニー・スタジアムで2R失神KOで勝利。
1990年9月30日、正道会館主催の第9回ノックダウンオープントーナメント全日本空手道選手権大会１回戦で、佐竹雅昭に延長の末判定負け。
1990年10月28日、WKA認定欧州スーパーライトヘビー級王座決定戦でルック・フルヘイヤーにTKOで敗れ（2R途中右瞼をカットしドクターストップ）、王座獲得失敗。
1990年11月27日、タイ・バンコクで行われたチャンプア・ゲッソンリットとの再戦で判定負け。
1991年5月26日、全日本キックボクシング連盟の興行でWKA世界ヘビー級王者のモーリス・スミスとムエタイルールで対戦。スミスが91.3kg、スミットが78.9kgと体重差が12.4kgあるがムエタイルールに不慣れでペースが掴めないスミスに対しスミットはアグレッシブに攻め込む展開。3Rに乱闘があり一旦スミットの反則勝ちの裁定が下ったが覆り試合は続行、スミットに疲れが見え始めた5Rにスミスの右アッパーからの連打が決まりKO負けを喫した。
ロッテルダムにあるナイトクラブの駐車場で2人の男と争いになり、車で足首を轢かれ大怪我をした。この足首の故障が悪化し、足を引き摺りながら試合するなど次第に精彩を欠くようになり、早めにキャリアを終える原因になった。
現役を引退した後、スヒーダム市にジムを開くなどしていたが、経営状態の悪化により約1年後にはジムを閉めてしまうことになる。
その後は、酒場のバウンサー（用心棒）などもしていた。トラブルに見舞われた友人の用心棒的な役割を果たす事もあった。
2005年8月15日、自宅近くで何者かに銃撃され、死亡。43歳没。
車と時計をだまし取られたと訴える友人の代理人として交渉に当たり、犯行現場となった路上で相手側と接触する予定だったとされる。

## 戦績

### キックボクシング
| 勝敗 | 対戦相手                   | 試合結果                       | 大会名                                                                                                | 開催年月日     |
| ×    | モーリス・スミス           | 5R 1:13 KO（右アッパーカット） | 全日本キックボクシング連盟 「"Soar Into Space" Chapter III」                                          | 1991年5月26日  |
| ×    | チャンプア・ゲッソンリット | 5R終了 判定                    | 「タイvsオランダ 3」 ルンピニースタジアム                                                             | 1990年11月27日 |
| ×    | ルック・フレヘイヤー       | 2R TKO（ドクターストップ）     | オランダ・ドルトレヒト 【WKA認定欧州スーパーライトヘビー級王座決定戦】                                | 1990年10月28日 |
| ○    | チャンプア・ゲッソンリット | 2R 1:20 KO（パンチ連打）       | 「タイvsオランダ 2」 ルンピニースタジアム                                                             | 1990年8月31日  |
| ○    | ロブ・カーマン             | 10R 2:09 KO（右ストレート）    | 全日本キックボクシング連盟 「INSPIRING WARS-HEAT630」 【WKA世界ジュニアライトヘビー級タイトルマッチ】 | 1990年6月30日  |
| ○    | アンドレ・マナート         | 5R終了 判定                    | 全日本キックボクシング連盟 「'89新春特別興行世紀の激突第1弾」                                         | 1989年1月29日  |

## 獲得タイトル
- WKA世界ジュニアライトヘビー級王座